# Rocca dei Bentivoglio
Die Rocca dei Bentivoglio ist eine Burg im Ortsteil Bazzano der Gemeinde Valsamoggia in der italienischen Region Emilia-Romagna, Metropolitanstadt Bologna.

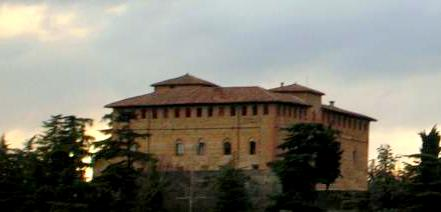
Rocca dei Bentivoglio in Bazzano

Die erstmals 1019 urkundlich erwähnte Burg ist vermutlich sehr viel älter, wurde aber auf Geheiß des Markgrafen Azzo VIII. d’Este zwischen 1296 und 1317 vollkommen neu aufgebaut und in der Folge ab 1473 in eine Adelsresidenz für Giovanni II. Bentivoglio umgewandelt.
Heute ist sie Sitz der gleichnamigen Stiftung und beherbergt das Museo civico archeologico Arsenio Crespellani (dt.: Stadt- und Archäologiemuseum Arsenio Crespellani) und Säle für die Kulturveranstaltungen der Gemeinde, das Musikzentrum, die interkommunale Mediathek und das Studienzentrum „Tommaso Casini“.

## Geschichte
Das genaue Baujahr der ältesten Burg von Bazzano, von der keinerlei Spuren erhalten sind, kennt man nicht. Aber einem Dokument von 1019 ist vom Castrum von Bazzano die Rede, um auf das Phänomen des „Incastellamento“ (dt.; „Verburgung“) hinzuweisen, das während des 10. Jahrhunderts auftrat.
1038 vergab der Bischof von Modena die Grundherrschaft von Bazzano an den Markgrafen Bonifatius von Canossa, den Vater von Mathilde. Während das Gebäude in Bazzano in den alten Biografien der Gräfin nicht unter ihren Burgen aufgezählt ist, ist es durch eine Legende, die in der Volksüberlieferung erhalten blieb, mit der Markgräfin verbunden: Man erzählt sich, dass Bazzano mit dem Castello di Monteveglio durch einen unterirdischen Gang verbunden gewesen sei, in dessen Inneren das goldene Kürass der kriegerischen Gräfin und einige Truhen mit wertvollen Gegenständen versteckt seien.
Nach dem Tod Mathildes im Jahr 1115 fielen die Grundherrschaft und die Burg von Bazzano wieder an den Bischof von Modena zurück. In der Folge stritten sich die Städte Modena und Bologna um die Burg und kämpften um die Festlegung der Grenzen. Nach einer erfolglosen Belagerung 1228 gelang es den Bolognesern, Bazzano 1247 zu erobern: Die Bazzaneser mussten die Burg aufgeben und konnten frei wählen, ob sie nach Bologna, nach Modena oder in eine andere Stadt umziehen wollten. 1250 wurde das „Castrum“ von Bazzano, das aus einer Mauer und den Gebäuden bestand, vollkommen abgerissen und die Bausteine nach Monteveglio gebracht, um dort ein Haus mit Turm für die Zwecke der Bologneser zu bauen.
Ende des 13. Jahrhunderts begann der Markgraf Azzo VIII. d’Este, Herr von Ferrara, Modena und Reggio, seine Expansion zulasten des bolognesischen Territoriums und unternahm, unterstützt von den Ghibellinen der Romagna den Bau einer neuen Burg. 1296 schaffte Bologna es nach einer langen Belagerung erneut, sich der Burg zu bemächtigen und ihren Bau zu vollenden. Der Sieg von Bologna wurde 1299 im Rahmen der Ankündigung des Jubeljahrs definitiv mit einer Auszeichnung von Papst Bonifatius VIII. verbunden: Als Zeichen der Anerkennung widmeten die Bologneser dem Papst eine Statue in vergoldetem Kupfer, die vom Goldschmied Manno da Siena geschaffen wurde und den Pontifex beim Segnungsakt zeigt.
Die Bauarbeiten wurden 1310 abgeschlossen: Die neue Anlage bestand aus einem Turm und einem daran anschließenden Gebäude, die heute die Südseite des Innenhofes der Burg bilden, den Mauern und zwei Donjons; einer der beiden Donjons wurde bald abgerissen, da dies die Festung der Filo-Modeneser wurde, und an seiner Stelle wurde 1317 der heutige Uhrenturm errichtet.
Das ganze 14. Jahrhundert hindurch und in der ersten Hälfte des 15. Jahrhunderts wechselte die Herrschaft über die Burg zwischen den Bolognesern, den Viscontis und dem Kirchenstaat. 1473 erhielt Giovanni II. Bentivoglio, der Herr von Bologna, das „Palatium“ und die umgebenden Gebiete. Die Bentivoglios ließen passende Änderungen an dem Gebäude anbringen und die militärischen Anlagen aus dem Ende des 13. Jahrhunderts in einen Adelspalast integrieren, eine der „Delizien“, die die Familie Bentivoglio in der Umgebung von Bologna besaß und gelegentlich für Feste und Feiertage nutzte. 1490 waren die Arbeiten abgeschlossen und der Palast blieb bis 1506 in den Händen der Bentivoglios; dann wurden sie von den Bolognesern vertrieben.
1508 legte die Stadt Bologna die Burg von Bazzano als Sitz eines der drei „Capitanati di Montagna“ fest, eine weitläufige territoriale Umschreibung, die 23 Gemeinden in den Tälern des Lavino und der Samoggia umfasste: Im Inneren der Burg fanden das Zivil- und Strafgericht des Kapitanats, die Verwaltungsbüros, die Gefängnisse und die Wohnräume des Kapitäns und der Waffenschmiede Platz.
In den Gefängnissen der Burg wurde 1799 Ugo Foscolo, der spätere Leutnant der bologneser Nationalgarde, inhaftiert, nachdem er von österreichischen Husaren festgenommen worden war, die die Gemeinde Bazzano aufgelöst hatten. In Erinnerung an dieses Ereignis gibt es die Bezeichnung der sogenannten „Zelle des Foscolo“, die im Erdgeschoss der Burg, rechts der Loggia, liegt.
Im 19. Jahrhundert wurde in der „Sala dei Giganti“ (dt.: Saal der Riesen) ein Theater etabliert und 1873 wurde das Stadtmuseum „Arsenio Crespellani“, durch die Initiative von Arsenio Crespellani und einigen anderen Bürgern von Bazzano nach der Entdeckung der Lagerstätten gegründet; dort werden archäologische Funde der Gegend von der Vorzeit bis zur Renaissance ausgestellt. Darüber hinaus gibt es Säle für didaktische Veranstaltungen, die interkommunale Mediathek und Räume für Versammlungen und kulturelle Veranstaltungen.

## Beschreibung
Der älteste, erhaltene Kern zeigt zum Innenhof der heutigen Burg und besteht aus zwei Gebäuden, die vollkommen aus Mauerziegeln errichtet sind: Ein Turm und ein benachbartes Gebäude, beide vom Ende des 13. Jahrhunderts. Charakteristisch für die bologneser Gotik sind das Tor mit zwei Spitzbögen und die Kreuzgewölbedecken.
Diese Anlage, die als Ausguck und zur militärischen Verteidigung diente, wurde auf Geheiß des Markgrafen Azzo VIII. d’Este 1296 begonnen und von den Bolognesern vermutlich 1301 fertiggestellt, wie ein Stein anzugeben scheint, der in der Fassade des Turms eingemauert ist und an die erste Munitionierung der Burg erinnert. Die Mauern wurden 1304 fertiggestellt und 1310 wurden sie mit zwei Donjons versehen: Der Donjon in der Nähe des Eingangstores an dem Sträßchen, das von der Burg zum Dorf hinunterführt, wurde 1317 in einen Turm umgewandelt und ist heute der Uhrenturm. Neben dem Turm liegt ein Tor mit Doppelbogen, das wegen seiner „Zangen“struktur eine echte militärische Falle war.
Mit der Ankunft der Bentivoglios wurden die mittelalterlichen Gebäude erhalten und in eine größere Anlage integriert: Es handelt sich um einen Palast, der aus vier Flügeln um einen Innenhof in der Mitte herum besteht. Die von den Bentivoglios neu angebauten Gebäude sind in gemischter Technik erstellt, also aus Mauerziegeln und Kieselsteinen, die abwechselnd in Reihen übereinander angeordnet sind. Das Gebäude erhielt also die typische Physionomie einer zweigeschossigen Adelsresidenz: Das Erdgeschoss um einen Innenhof herum mit Brunnen in der Mitte, der mit einer Zisterne verbunden ist; es ist für die Personalräume (Küche, Lager, Keller etc.) und die Wohnräume des Personals reserviert, während das darüber liegende Piano nobile die Repräsentationsräume und die Wohnräume für den Burgherrn und seine Familie enthält.
Die Fassade der Burg ist heute im Rohzustand erhalten: In der Zeit der Bentivoglios müssen die Außenmauern mit Kalk verputzt und mit Temperagemälden verziert gewesen sein. Über dem Eingangstor kann man die vertikalen Aussparungen für die Zugbrücke sehen: Die Burg war früher mit einem Graben versehen, vermutlich trocken, von dem vor der Burg nichts mehr erhalten ist, wogegen sich auf dem Gelände westlich des Gebäudes eine darauf zurückzuführende Depression findet. Darüber hinaus ist die Existenz einer Zugbrücke und eines Grabens auf einer Zeichnung von 1585 dokumentiert, in der auch die Stallungen der Bentivoglios erscheinen, die westlich des Gebäudes liegen.

### Innenräume und Fresken
In der Folge von Restaurierungen, wie sie mehrmals ausgeführt wurden, sind Wandgemälde ans Licht gekommen, die die Säle der Burg dekoriert haben und durch neuere Putzschichten verdeckt worden waren.

#### Wappensäle
Die Säle im Erdgeschoss des Gebäudes neben dem Turm zeigen an ihren Wänden das Wappen der Bentivoglios, das aus einer roten, siebenzahnigen Säge, eingerahmt durch einen vegetalen Kranz, besteht. Auf den Seiten des Wappens sieht man auch die Buchstaben „Ms“ und „Zo“, in der Renaissancehandschrift transkribiert, die die Initialen von „Messer Zoane“, also des Herrn Giovanni II. Bentivoglio zeigen. In der Deckenmitte der beiden Säle sind Wappen angebracht, das an die Waffen der Bentivoglios, den Drachen, der einen Menschen verschluckt, erinnert, ein Emblem der Viscontis und der Sforzas aus Mailand: Die Geschlechter der Sforzas und die der Bentivoglios wahren durch eheliche Bande verbunden, da Giovanni II. Bentivoglio die Enkelin von Ludovico il Moro, einem wichtigen Verbündeten der bologneser Familie, Ginevra Sforza, geheiratet hatte.

#### Saal der Riesen
Im Piano Nobile ist die bildliche Dekoration auffälliger: Im Saal der Riesen dokumentieren die Malereien, die aus verschiedenen Epochen stammen, die Kontinuität, mit der die Burg genutzt wurde, wenn auch in unterschiedlichen Funktionen. Die ältesten Fresken, die aus den letzten Jahrzehnten des 15. Jahrhunderts stammen, zeigen zwei Ansichten, in denen imposante, hochgelegene Gebäude zu sehen sind. Diese Landschaften können als Abbildungen der Besitzungen der Bentivoglios interpretiert werden, auch im Lichte der Repräsentationsfunktion des Saales, der für Empfänge gedacht war. Diese Art von Dekoration wurde bald in eine komplexere, figurative Darstellung integriert: Es handelt sich um ein Wandgemälde von Kriegern in großen Dimensionen (die „Riesen“, die dem Saal ihren Namen verliehen), die in regelmäßigen Abständen über die Wände verteilt sind. Die Personen, die Helm, Rüstung, Schwert und Schild tragen, sind im Freien dargestellt und werden von einer architektonischen Partitur von Säulen eingerahmt. Die kürzliche Restaurierung der Malereien hob verschiedene „Umdenkungen“ und Korrekturen an den Figuren hervor, wie die Existenz zweier Schilder mit leicht unterschiedlichen Insignien neben jedem der Krieger und die Darstellung eines der Krieger mit drei Beinen. Die „Männer unter Waffen“ von Bazzano können nicht als echter Zyklus angesehen werden, da sie wegen des Fehlens von Beschreibungen oder Bildunterschriften, die ihrer Bezeichnung dienten, nicht als Ritter der Vergangenheit oder als berühmte Männer identifizierbar sind. Es erscheint plausibel, dass die Dekoration von einem bestimmten Ereignis inspiriert worden ist, das von einer alten Chronik erzählt wurde. Es handelt sich um die Hochzeit von Alessandro, dem Drittgeborenen von Giovanni II., und Isabella Sforza, Abkömmling einer Seitenlinie der Familie aus Mailand. Nach den Hochzeitsfeierlichkeiten in Mailand unternahm das Paar eine Reise nach Bologna und machte Station in Bazzano, der westlichsten Besitzung der Bentivoglios. Die Braut wird daher von einer Gruppe altmodisch gekleideter Männer unter Waffen in einer Umgebung begrüßt, in der die Wappen und Embleme der Familien die Erneuerung der Union der beiden Familien unterstreichen. Die Dekoration im Saal der Riesen stellt ein wichtiges Zeugnis zur Rekonstruktion der Zeit der Bentivoglios dar. Nach der gewaltsamen Vertreibung der Bentivoglios aus Bologna wurde ein großer Teil der Kunstwerke unwiederbringlich zerstört und die Fresken von Bazzano tragen dazu bei, die Lücken in Bezug auf die von den Bentivoglios in Auftrag gegebenen Arbeiten teilweise zu schließen. Darüber sind einige stilistische Streitpunkte mit dem Bilderzyklus des „Meisters der Geschichte des Brotes“ möglich, der die Burg der Bentivoglios in Ponte Poledrano mit Fresken versehen hatte, auch wenn man die Dekorationen von Bazzano nicht mit Sicherheit diesem Meister zuordnen kann. Den Fresken der Bentivoglios sind zwei weitere Dekorationen überlagert worden: Die Kohlezeichnung eines mechanischen Schützen am Anfang des 20. Jahrhunderts in futuristischem Stil und einige faschistische Embleme, darunter die Militärinsignien Preußens in blau und goldfarben und der Adler, beide begleitet von faschistischen Slogans und Mottos, die entfernt wurden, um die Rekonstruktion der Malereien aus der Zeit der Bentivoglios fortsetzen zu können.

#### Kaminsaal

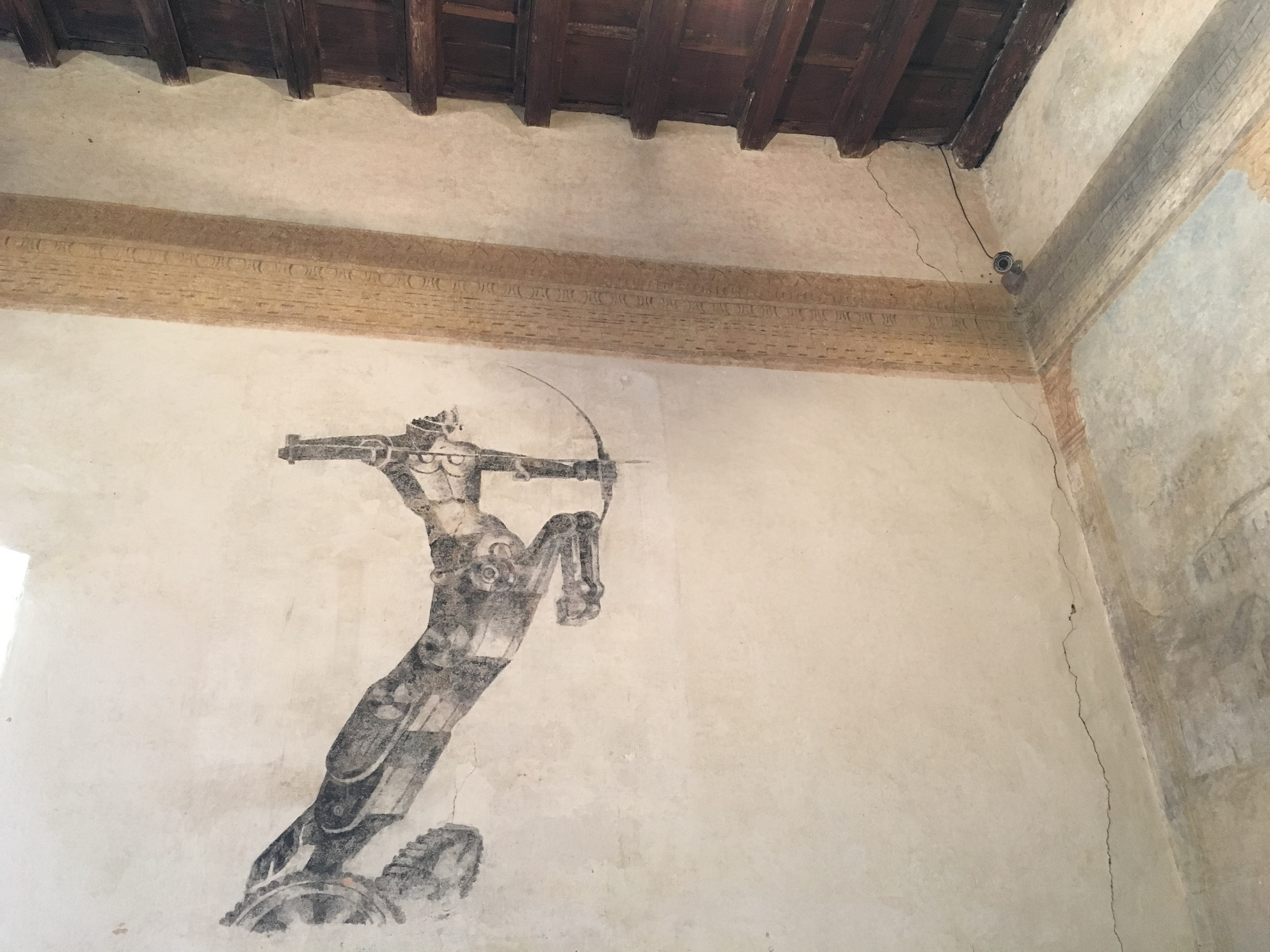
Futuristische Kreidezeichnung im „Saal der Riesen“ im Inneren der Rocca dei Bentivoglio

Verbunden mit dem Saal der Riesen ist der Kaminsaal, der als Speisesaal diente und eine Dekoration mit Bildwirkereien zeigt, die durch dieselben Motive, die auf allen Wänden, sogar in den Ecken des Raumes, wiederholt werden, charakterisiert sind. Das Motiv besteht aus einem Wappen, das in vier Teile geteilt ist, in denen die Säge mit sieben Zähnen der Bentivoglios und das weiß-blaue Schachbrett der Sforzas zu Ehren von Ginevra Sforza, der Gattin von Giovanni II., symmetrisch kombiniert erscheinen. Das Wappen ist verziert durch eine Perlenkette, die es umgibt, und ein Band, das einen vierlappigen Rahmen um das Schild bildet. Dieselbe Art von Verzierung findet man im angrenzenden Saal, der heute die Materialien beherbergt, die aus dem Casini-Brunnen von Bazzano stammen: In der Folge der Restaurierungen in den 1930er-Jahren wurden die Wände vollständig neu bemalt und zeigen nur einige kleine Fragmente der ursprünglichen Fresken.

#### Gepardensaal
Weitere zwei Räume, in die man vom Außenbalkon aus gelangt, enthalten Fresken: Der „Gepardensaal“ zeigt erneut solche im Stil der Bildwirkerei, dieses Mal charakterisiert durch ein Wappen mit der Abbildung eines Geparden mit geflecktem Fell, der eine Kartusche hält, auf der das folgende Motto erscheint: „Per amore tuto ben volgo sofferire“ (dt.: Durch die Liebe bin ich bereit, zu leiden). Es handelt sich dabei um ein Rätsel, hinter dem sich die Worte des bolognesischen Familiennamens verstecken. Das Wappen schließlich ist von einem Kranz aus Granatäpfeln umgeben, seit dem klassischen Zeitalter einem Symbol des Wohlstandes.

#### Girlandensaal
Im „Girlandensaal“ sind die Wände mit Pflanzengirlanden verziert, die zu Rauten geflochten sind: Im Inneren dieser Rauten wird das viergeteilte Wappen wiederholt. Die abgebildeten Embleme sind der springende Löwe in Gold mit einer Quitte in der Pfote, Symbol der Sforzas, die aus Cotignola, und der siebenzahnigen Säge der Bentivoglios. Besonders ist die Anordnung der beiden Symbole: Der Löwe der Sforzas findet sich links oben an der wichtigsten Stelle, wenn das Wappen geteilt ist. Damit sollte die Bedeutung von Ginevra Sforza im Inneren dieses Saales unterstrichen werden, die ihr Schlafgemach war, ausgestattet mit einer Nische in der Wand zur Aufbewahrung ihrer persönlichen Gegenstände. Die Nutzung dieses Raumes durch Ginevra Sforza wird auch durch die Initialen „MA“ und „ZA“ (Madonna Zinevra) wiederholt, die neben denen des Gatten Giovanni II. Bentiovoglio unter dem bemalten Gesims oben an der Wand sichtbar sind.